# ديفيد تونكين
ديفيد تونكين هو طبيب عيون وسياسي أسترالي، ولد في 20 يوليو 1929 في أديلايد في أستراليا، وتوفي في 2 أكتوبر 2000 في Mengler Hill ‏ في أستراليا. نشط حزبياً في حزب أستراليا الليبرالي (فرع جنوب أستراليا) ‏ (1974 – 1974) وتحالف الليبرالية والريفي.

## مناصب
- انتخب Leader of the South Australian Division of the Liberal Party of Australia ‏ (1975 – 1982).
- انتخب زعيم المعارضة [الإنجليزية]‏ (1975 – 18 سبتمبر 1979).
- انتخب وزير مالية جنوب أستراليا [الإنجليزية]‏ (18 سبتمبر 1979 – 10 نوفمبر 1982).
- انتخب رئيس وزراء جنوب أستراليا ‏ (18 سبتمبر 1979 – 10 نوفمبر 1982).
- في 1970 South Australian state election [الإنجليزية]‏، انتخب عضو المجلس النيابي لجنوب أستراليا ‏ عن دائرة Electoral district of Bragg [الإنجليزية]‏ وقد انضم خلال فترته النيابية (30 مايو 1970 – 10 أبريل 1983) للكتلة البرلمانية حزب أستراليا الليبرالي (فرع جنوب أستراليا) [الإنجليزية]‏.